# Weißensee (Thüringen)
Weißensee ist eine Stadt im Landkreis Sömmerda in Thüringen.

## Geografie

### Geografische Lage
Weißensee liegt im nördlichen Thüringer Becken, 35 km von Erfurt entfernt, und ist von fruchtbarem Ackerland umgeben.

### Nachbargemeinden
Folgende Gemeinden grenzen an Weißensee (von Norden beginnend, im Uhrzeigersinn aufgeführt): Kindelbrück, Günstedt, Griefstedt, Sömmerda, Wundersleben, Straußfurt, Gangloffsömmern und Greußen.

### Stadtgliederung
Zur Stadt Weißensee gehören die eingemeindeten Dörfer Herrnschwende, Nausiß, Ottenhausen, Scherndorf, Waltersdorf und Schönstedt.

### Klima
Weißensee befindet sich regional-klimatisch im trockenwarmen nördlichen Rand des Thüringer Beckens mit niederschlagsarmer, subkontinentaler Prägung. Die nächstgelegene Messstation des Deutschen Wetterdienstes befindet sich in Olbersleben. Die Jahresmitteltemperatur betrug an diesen Standort für die Jahre 2006 bis 2019 9,8 °C, die niedrigste im Jahr 2010 mit 7,2 °C und die höchste im Jahr 2018 mit 10,9 °C. Die Niederschlagsmenge beträgt für diesen Zeitraum im Mittel 514 mm pro Jahr, die höchste Niederschlagsmenge im Jahr 2007 709 mm und die niedrigste im Jahr 2018 312 mm.
Seit Oktober 2017 gibt es eine private Wetterstation in Weißensee, deren auf einer Höhe von 143 m über NN gemessenen Daten ständig im Internet abrufbar sind. Dort wurde am 20. Juli 2022 eine Höchsttemperatur von 38,2 °C und am 10. Februar 2021 eine Tiefsttemperatur von −24,4 °C gemessen.

## Geschichte

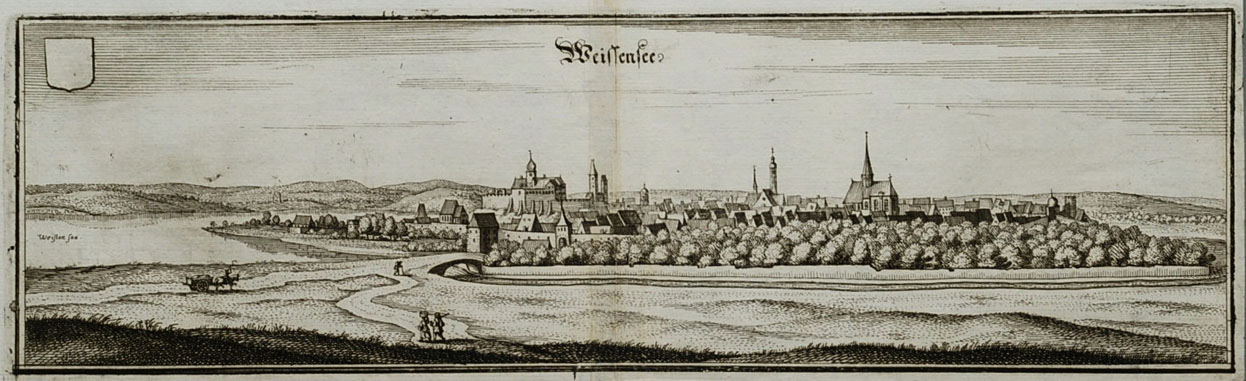
Weißensee um 1650

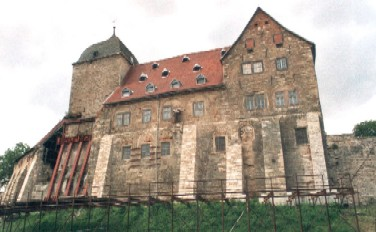
Runneburg zu Weißensee – Palas, Wohnturm und Marstall von Süden

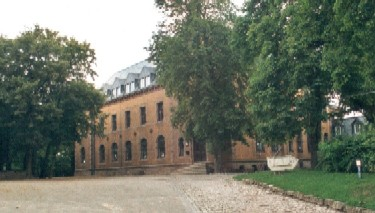
Ehemaliges preußisches Landratsamt Weißensee auf der Runneburg

### Die Entwicklung Weißensees vom Mittelalter bis 1933
Die Errichtung einer landgräflichen Burg am Westrand der heutigen Stadt kann als Keimzelle der städtischen Entwicklung betrachtet werden. Es gibt keine archäologischen Funde oder historischen Quellen, die eine vorangehende Besiedlung an diesem Ort belegen. Die heutige Runneburg war die Hauptburg und die heutige Altstadt Weißensees kann als Vorburg bezeichnet werden. Letztere erhielt erst nach dem Aussterben der Landgrafen von Thüringen eigene städtische Rechte, während die Hauptburg in landesherrlichem Besitz blieb. Ab 1168 ließ die Ländgräfin Jutta Claricia von Thüringen, eine Halbschwester von Kaiser Friedrich Barbarossa, die Burg in Weißensee zu einer Residenz der Landgrafen von Thüringen ausbauen. Erstmals wurde der Ort und die Burg als „Wyssense“ 1174 in einer Urkunde von Landgraf Ludwig III., dem Frommen von Thüringen erwähnt. In den Blickpunkt deutscher Geschichte geriet Weißensee 1180, als Heinrich der Löwe in der Schlacht bei Weißensee den thüringischen Landgrafen Ludwig III. und seine Ritter besiegte. In diesem Zeitraum besaß Weißensee auch schon eine Münzstätte. Nach dem hessisch-thüringischen Erbfolgekrieg fielen die thüringischen Landesteile und somit auch Weißensee an Markgraf Heinrich III. von Meißen. 1198 wurde das Markt- und 1265 das Stadtrecht verliehen. Die Wettiner Markgrafen weilten häufig und regelmäßig auf der Burg und in der Stadt. 1382 kam Weißensee wieder in den Besitz der Thüringer. Im Mai 1440 starb der letzte Landgraf von Thüringen, Friedrich IV., der Friedfertige auf der Burg zu Weißensee, die danach in den Besitz der Herzöge von Sachsen kam. Bei der Leipziger Teilung 1485 kamen die Stadt, die Burg und das Amt Weißensee an die albertinische Linie der Wettiner. Während des Bauernkrieges wurde 1525 den aufständischen Bauern der Einlass in die Stadt und die Burg verweigert. Von 1656 bis 1746 gehörten Weißensee mit der Burg und das gleichnamige Amt zum Herzogtum Sachsen-Weißenfels. In dieser Zeit, als die eigentliche landgräfliche Geschichte von Burg und Stadt vergessen war, wurde zum ersten Mal in Akten der Verlegenheitsname „Runneburg“ (runde Burg) verwendet.
Nach dem Wiener Kongress kamen Stadt und Burg 1815 an das Königreich Preußen. Die Stadt wurde Verwaltungssitz für den preußischen Landkreis Weißensee im Regierungsbezirk Erfurt der Provinz Sachsen.
Die früher in der Umgebung existierenden Seen (Ober- und Niedersee) spielten eine große Rolle für den Adel und den Ort. Sowohl im Nieder- als auch im Obersee fand jährlich im Herbst alle 14 Tage der Entenfang gemeinsam mit den Bürgern statt. Als der Entenfang nicht mehr rentabel war, legte der Herzog 1709 den Obersee trocken. 1788 bis 1796 wurde auch der Niedersee in Ackerland umgewandelt. Auf Grund der guten Fruchtbarkeit der so gewonnenen Flächen konnten gute landwirtschaftliche Erträge erzielt werden.
1434 wurde in der damaligen Landgrafenstadt eine Statuta thaberna (Wirtshausgesetz) genannte Verordnung verfasst. Deren zwölfter Artikel legte unter anderem fest, dass zum Brauen lediglich Hopfen, Malz und Wasser zu verwenden sind. Für den Fall der Zuwiderhandlung werden zwei Mark Strafe und ein vierwöchiges Verbot, die Stadt zu betreten, angedroht. Aufgrund seiner Ähnlichkeit zum späteren bayerischen Reinheitsgebot wird dieses Schriftstück auch als Weißenseer Reinheitsgebot bezeichnet. Es wurde 1998 bei den Vorbereitungen für den 800. Jahrestag des Weißenseer Marktrechts im historischen Teil des Stadtarchivs gefunden.

### Weißensee in der Zeit des Nationalsozialismus

#### Widerstand und Naziterror
Nach Machtantritt der NSDAP waren 1933 noch ein Abgeordneter der Sozialdemokratische Partei Deutschlands und ein Abgeordneter der Kommunistischen Partei Deutschlands im Stadtrat Weißensees vertreten. Im Frühjahr 1933 wurden jedoch sowohl der Sozialdemokrat Hartnick als auch der Kommunist Müller zur Niederlegung ihrer Mandate gezwungen.
Das Oberlandesgericht Kassel verurteilte im April 1935 Otto Ackermann und Erich Krause zu Gefängnisstrafen von 21 und 18 Monaten, weil sie „gleiche Ziele wie die KPD verfolgten, den Sturz der Verfassung und die Errichtung des Proletariats auf gewalttätigem Weg unterstützten.“

#### Konzentrationslager und Zwangsarbeit
Ab Oktober 1939 diente das Gasthaus „Salon“, heute im Besitz der katholischen Kirche, als Nachtunterkunft von Kriegsgefangenen aus dem Stalag XI A Altengrabow. Das Arbeitskommando bestand aus 40 Polen, 1941/42 etwa der gleichen Zahl französischer Kriegsgefangener und ab 1942 80 kroatischen und serbischen Gefangenen, die im Werk Sömmerda der Rheinmetall-Borsig AG entgegen der Genfer Konventionen in der Rüstungsproduktion arbeiten mussten.
Im November 1941 bestimmte der Stadtrat die Errichtung eines Lagers für russische Kriegsgefangene in der alten Abdeckerei. Im Sommer 1942 wurde in der Fischerstraße 9 eine Wohnung für die Wachmannschaft des Kriegsgefangenenlagers eingerichtet.
Im „Schützenhaus“ richtete die Stadtverwaltung 1941 ein „Gemeinschaftslager“ ein, das mit 345 ausländischen Zwangsarbeitern aus acht Ländern belegt war. In der Gaststätte „Erholung“ bestand 1942/43 ein Lager für 40 Zwangsarbeiter aus den Niederlanden, und auf dem Gelände der alten Zollstation Michelshöhe entstanden drei weitere Lager. In der Landwirtschaft waren das Stadtgut Lutherborn und das Gut Weißenburg Arbeitsstellen für ausländische Arbeitskräfte. Es ist bekannt, dass drei polnische Frauen im Stadtgut Lutherborn zum Schwangerschaftsabbruch gezwungen wurden. Die polnische Zwangsarbeiterin Leokadia Wezalowska (Jg. 1925) wurde 1944 zu acht Wochen „Erziehungshaft“ verurteilt. Nach der Verbüßung kehrte sie auf das Gut Weißenburg zurück.
„Polenunterkünfte“ waren unter anderem in: Halbestraße 4; Landgräfin Jutta Straße 10, 38, 49 und 68; Seestraße 1 und 21; Alter Markt; Nikolaiplatz 9 und 11; Burgstraße 13, 14, 15, 18 und 26; Schreberplatz 6; Mühlbergstraße 7; Bergstraße 3 und Johannesstraße 13.
Weiterhin gab es Zwangsarbeiter in Scherndorf, Waltersdorf und Ottenhausen.

#### Judenverfolgungen und Zwangssterilisierungen
In Weißensee kam es zu dem Transport der jüdischen Jenny Viol, geboren am 6. Februar 1906, die am 31. Januar 1945 aus ihrer Wohnung geholt wurde und mit dem Transport XVI/5, welcher am 2. Februar 1945 Leipzig verließ, in das KZ Theresienstadt gebracht. Sie überlebte und kehrte nach Weißensee zurück.
Nach den Gesundheitsämtern und deren Berichten aus den Jahren 1937 bis 1944 liegt vor, dass um ehemaligen Kreis Weißensee 181 Personen (77 Männer und 104 Frauen) zur Zwangssterilisierung in das Krankenhaus nach Erfurt gebracht wurden. In Weißensee und den Ortsteilen Waltersdorf und Scherndorf waren sechs Personen Opfer der Zwangssterilisierungen.

### Judenpogrom
Im März 1303 wurde ein Weißenseer Knabe im Alter zwischen 14 und 16 Jahren namens Conrad in einem Weinberg aufgefunden, erhängt an seinem Gürtel. Daraufhin verbreitete sich das Gerücht von einem Ritualmord, für dessen Ausübung nur Juden als Täter in Frage kämen. In den folgenden Wochen wurden 145 jüdische Männer, Frauen und Kinder aus Weißensee und umliegenden Städten auf der Runneburg zusammengetrieben und schließlich auf höchste Anweisung verbrannt. Conrad bekam ein Grab in der Stadtkirche, das schließlich zu einer Wallfahrtsstätte wurde. 711 Jahre später, im April 2014, gedachten Vertreter des Staates, der evangelischen Kirche und der Jüdischen Landesgemeinde der Toten.

### Eingemeindungen
1993 wurden Scherndorf und Waltersdorf, am 8. März 1994 Ottenhausen und am 1. Januar 2019 Herrnschwende und Nausiß eingemeindet.

## Einwohnerentwicklung
| - 1994 – 4056 - 1995 – 4012 - 1996 – 4016 - 1997 – 4008 - 1998 – 4030 - 1999 – 3946 | - 2000 – 3884 - 2001 – 3846 - 2002 – 3819 - 2003 – 3770 - 2004 – 3716 - 2005 – 3674 | - 2006 – 3614 - 2007 – 3601 - 2008 – 3540 - 2009 – 3509 - 2010 – 3471 - 2011 – 3429 | - 2012 – 3397 - 2013 – 3417 - 2014 – 3414 - 2015 – 3386 - 2016 – 3462 - 2017 – 3443 | - 2018 – 3452 - 2019 – 3699 - 2020 – 3634 - 2021 – 3604 |

 Datenquelle: Thüringer Landesamt für Statistik

## Politik

### Stadtrat

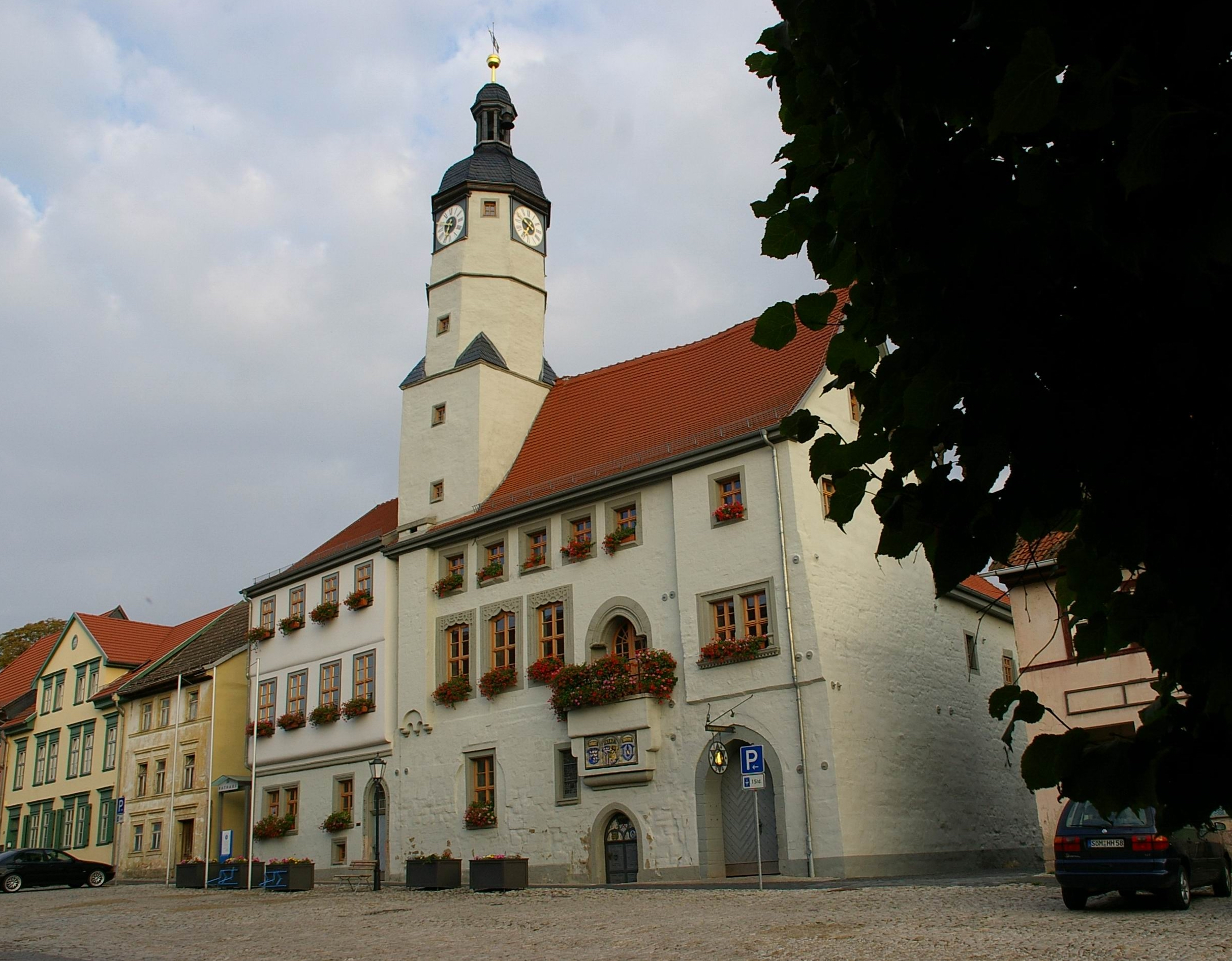
Weißensee – Rathaus

Der Rat hat 16 Sitze und ex officio eine Stimme des Bürgermeisters. Er setzt sich seit der Kommunalwahl am 26. Mai 2024 wie folgt zusammen:
| Partei / Liste | Sitze | + / – * |
| CDU            | 6     | − 3     |
| BFW            | 10    | +6      |

### Bürgermeister
- seit 2023: Daniel Ecke (BFW)

### Wappen
Blasonierung: „In Blau zwei aufgerichtete, gegeneinander gekrümmte silberne Fische, zwischen ihnen schwebend ein siebenstrahliger goldener Stern.“
Das Wappen in der heutigen Form führt Weißensee seit dem 19. Jahrhundert, doch zeigen bereits die frühesten Siegel seit dem 13. Jahrhundert neben anderen Figuren einen Fisch. Die zwei Fische (Hechte) symbolisieren den Ober- und den Niedersee; der goldene Stern symbolisiert Burg und Stadt.

### Städtepartnerschaften
- Vor 1990 wurde eine Partnerschaft mit der französischen Stadt Dechy aufgenommen.
- Seit 2006 besteht eine Patenschaft mit Kirchberg an der Jagst.[11][12]

## Kultur und Sehenswürdigkeiten

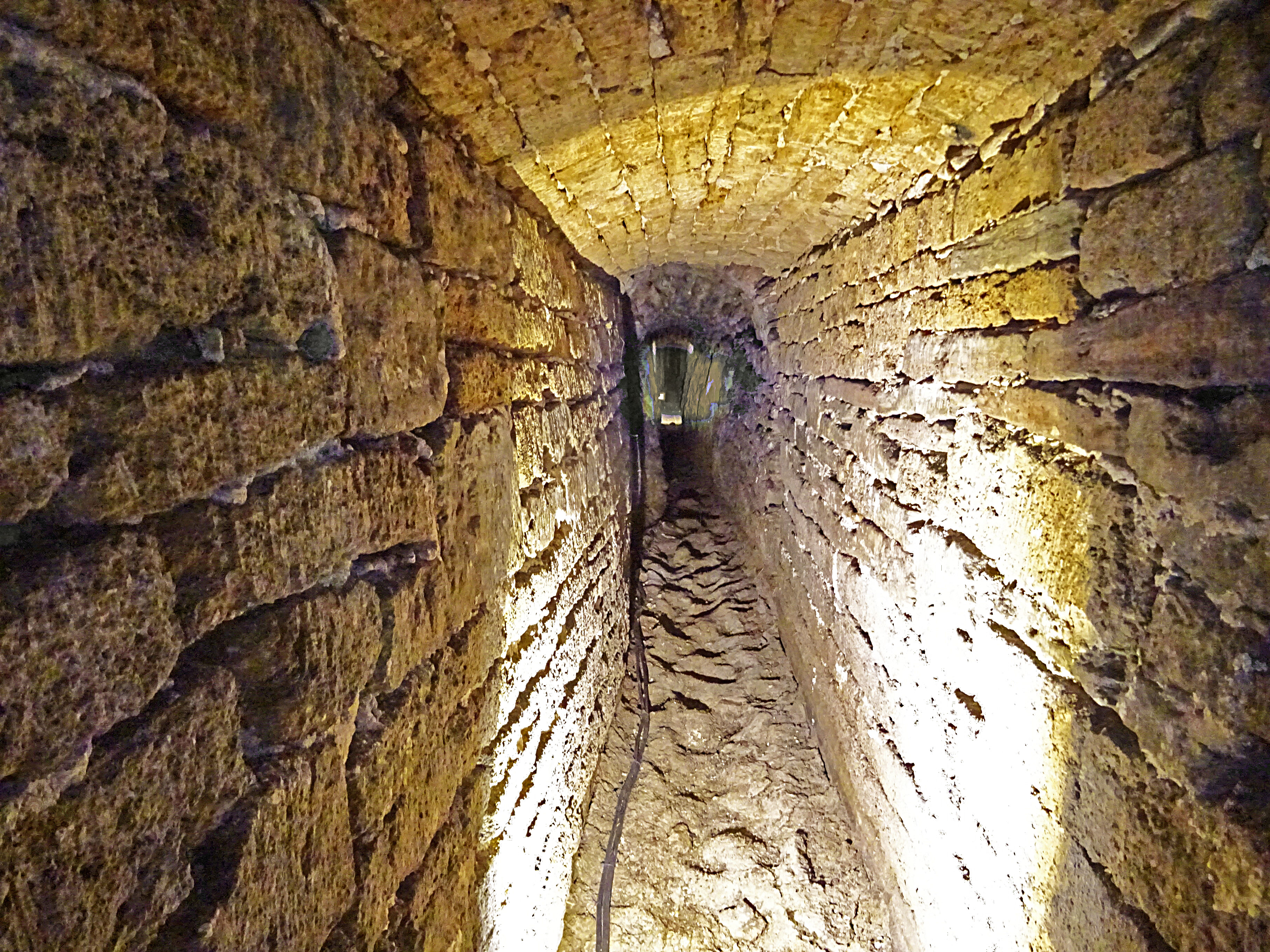
Wasserkunst unter dem Markt

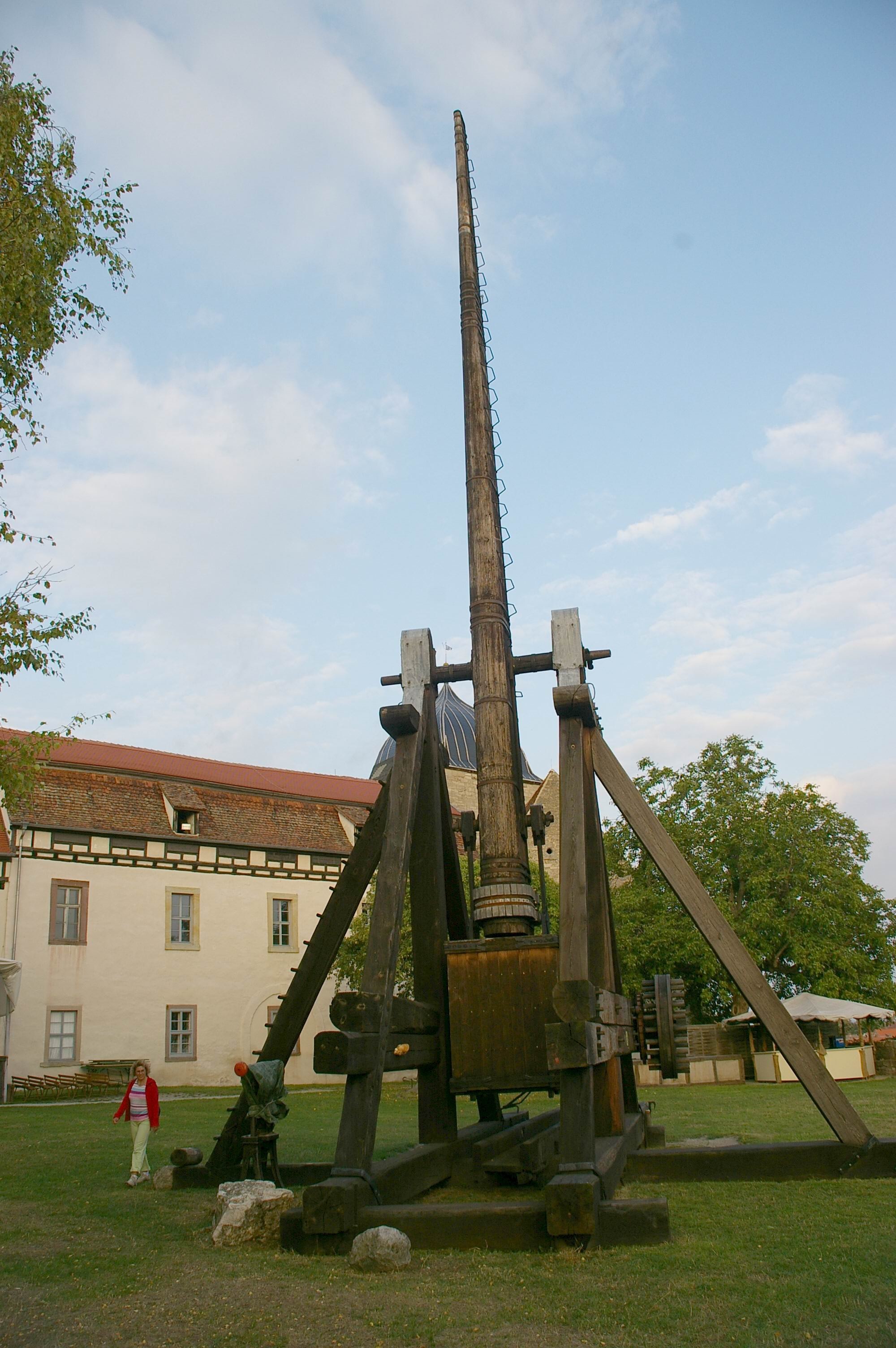
Steinschleuder (Blide, auch Trébuchet) auf der Runneburg

### Bauwerke
- Runneburg (Burg Weißensee)
- Die Historische Wasserkunst wurde von 1378 bis 1385 auf Veranlassung von Landgraf Balthasar angelegt, um die Stadt Weißensee und die dortige Runneburg mit Wasser zu versorgen. Vom Stauwehr bei Westgreußen führte man die Sächsische Helbe bis vor die Stadt, über einen 250 Meter langen und 16 Meter hohen Damm von Norden zu einem unterirdischen Kanalsystem mit Schöpfstellen unter der Oberstadt bis zur Runneburg um im weiteren Verlauf dem Betrieb der Mühlen zu dienen.[13]
- Historisches Rathaus
- Stadtkirche St. Peter & Paul
- Kirche St. Nikolai
- Stadtmauer
- Holländer-Windmühle
- Kursächsische Postmeilensäule (Viertelmeilenstein Nr. 49 von 1780, Originalstandort am ehemaligen Obersee) vom 1700 eingerichteten Fahrpostkurs Leipzig–Kassel vor der früheren sächsischen Poststation, zwischen Burgaufgang und Marktplatz, in der Oberstadt[14]

### Öffentliche Einrichtungen

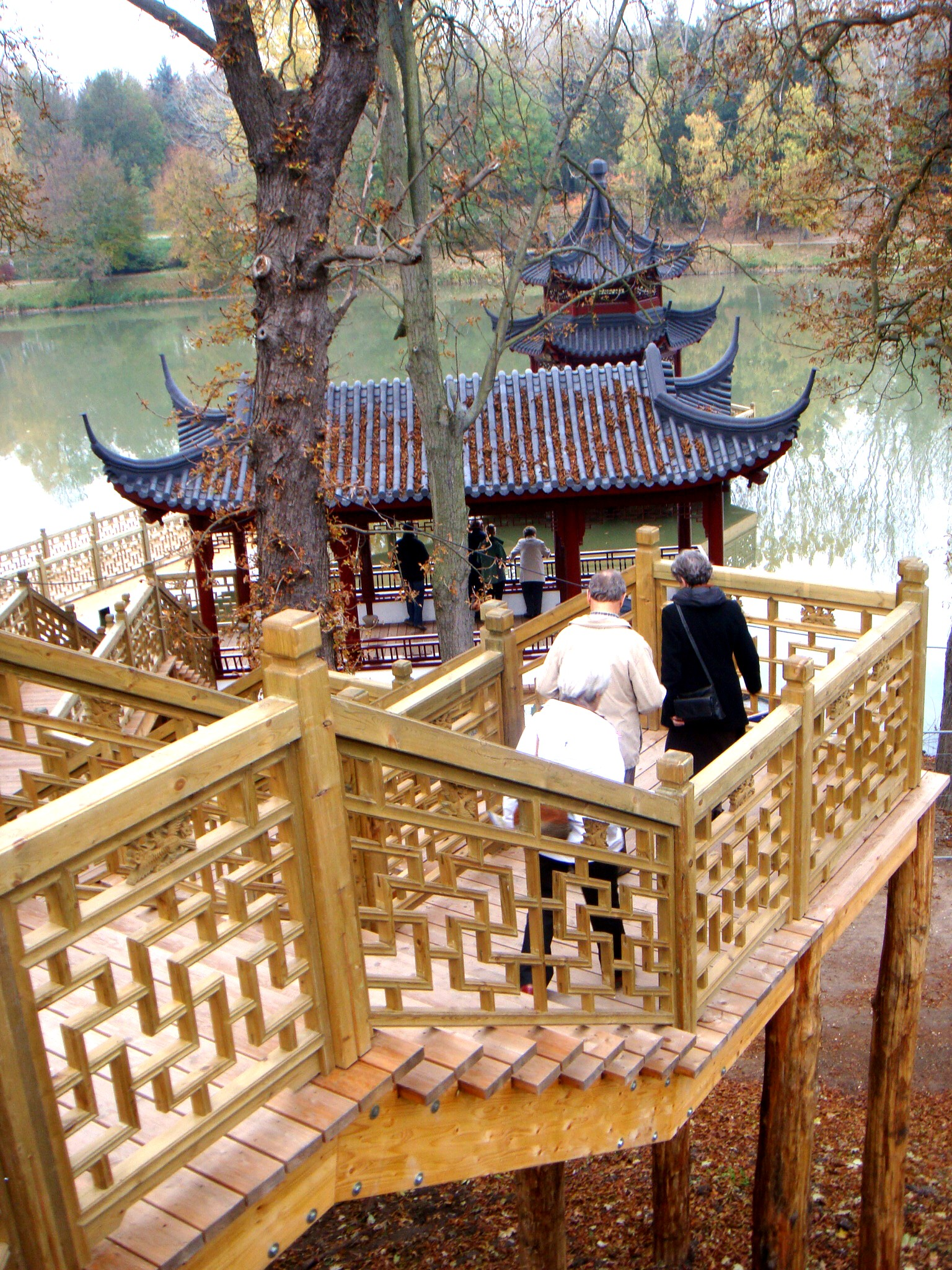
Chinesischer Garten mit Treppenanlage zum Wasser-Pavillon

- Städtisches Freibad
- Jugendclub Weißensee

### Parks
- Chinesischer Garten[15]
- Jordan
- Freilichtbühne am Gondelteich
- „Promenade“; Kastanienallee, die sich um die gesamte Stadtmauer zieht

### Sport
- Sportanlage Ulmenallee
- Sportplatz am Fischertor
- Drei-Felder-Halle

### Lokalitäten
- Ratsbrauerei Weißensee, Brauerei mit angeschlossener Gaststätte im historischen Rathaus

### Musik
Im Musikförderverein engagieren sich zahlreiche Jugendliche der Stadt.

### Veranstaltungen
Im Sommer finden auf dem historischen Marktplatz unregelmäßig Festspiele statt. 2012 wird die 800-Jahr-Feier der ersten Erwähnung als civitas durch Kaiser Otto IV. ausgerichtet.
Eine überregionale Veranstaltung ist das alljährlich zu Pfingsten stattfindende Bierfest, welches zu Ehren der 'Statuta Taberna', dem Weißenseer Reinheitsgebot für Bier, stattfindet. Jeweils am 3. Oktober findet der Volkslauf „Cross der Deutschen Einheit“ statt. Am 3. Adventswochenende findet jährlich der traditionelle Weihnachtsmarkt statt, welcher vom örtlichen Handwerkerverein organisiert und ausgerichtet wird. Mitte Januar wird traditionell der „Tag des Tapferen“ zu Ehren Wilhelms III. gefeiert, der durch den Thüringer Landtag am 9. Januar 1446 in Weißensee die erste Landesordnung in Kraft setzte.

## Wirtschaft und Infrastruktur

### Wirtschaft
Neben vielen mittelständischen und Kleinbetrieben gibt es im Gewerbegebiet einige größere Unternehmen:
- B. Muhr und Bender (Mubea)
- BBW Abwassertechnik Weißensee
- RC-Umwelttechnik (GFK-Teile Lieferant)
- Phönix Metallbau
- Glas Wiedemann
- TOTAL Tanklager Weißensee (Schließung Ende 2018)
- Agrargenossenschaft Weissensee mit HISTA Tankstellen, Fahrzeug- und Agrartechnik GmbH
- Möbelwerk Weißensee GmbH (Massivholzmöbel Hersteller)

### Verkehr
Weißensee liegt an der Bundesstraße 86 zwischen Straußfurt und Artern/Unstrut. Die Entfernung zur Bundesautobahn 71 beträgt elf Kilometer.
Der Bahnhof Weißensee (Thür) liegt am südlichen Stadtrand an der Bahnstrecke Straußfurt–Sömmerda–Großheringen, der sogenannten Pfefferminzbahn, auf deren westlichem Abschnitt allerdings seit dem 9. Dezember 2007 keine Personenzüge mehr verkehren. Im Güterverkehr spielt die Eisenbahnstrecke für die ansässigen Unternehmen aber weiterhin eine wichtige Rolle.

### Wasserver- und Abwasserentsorgung
Die Aufgabe der Trinkwasserversorgung hat die Stadt auf den Trinkwasserzweckverband "Thüringer Becken" übertragen. Das Abwasser auf ihrem Gebiet beseitigt die Stadt eigenständig.

### Medien
Regelmäßig wird der Weißenseer Stadtanzeiger, das Amtsblatt für die Gemeinde, herausgegeben.

### Bildung
In Weißensee gibt es sowohl die staatlichen Regelschule „Geschwister Scholl“ als auch die neugebaute Grundschule „Traumzauberbaum“. Daneben befindet sich im historischen Rathaus die öffentliche Stadtbibliothek.

## Persönlichkeiten

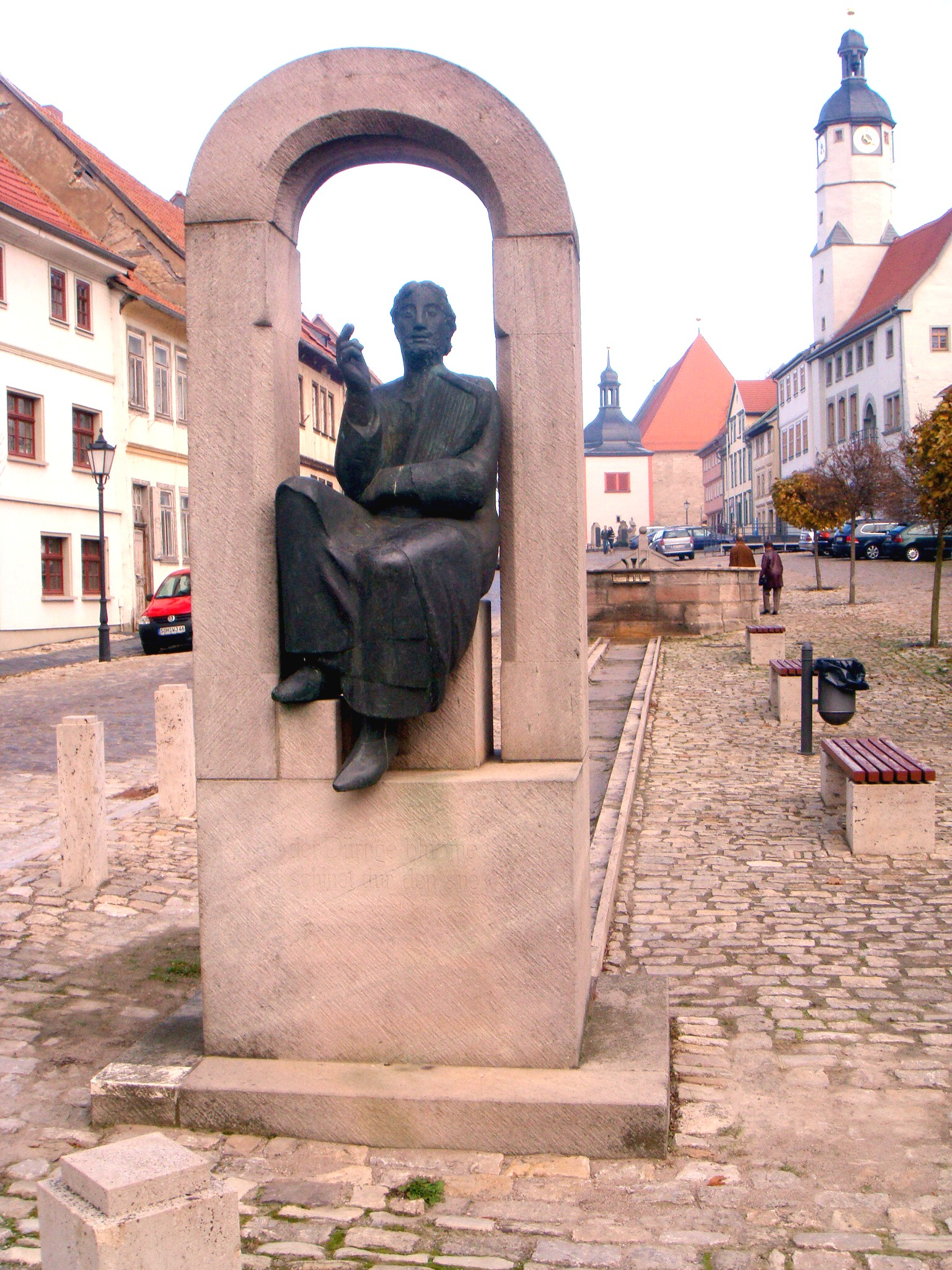
Denkmal für Walther von der Vogelweide auf dem Marktplatz

### Söhne und Töchter der Stadt
- Heinrich Hetzbold von Weißensee (14. Jahrhundert), Minnesänger
- Ägidius Gutbier (1617–1667), deutscher Theologe, Orientalist und Gymnasiallehrer
- Sylvester Grabe (1627–1686), lutherischer Theologe
- Johann Ernst Gründler (1677–1720 in Trankebar, Indien), Missionar
- Johann Christian von Schreber (1739–1810 in Erlangen), Mediziner und Naturforscher
- Christoph Wilhelm Mitscherlich (1760–1854), Altphilologe
- Adolph Gottlob Lange (1778–1831), Altphilologe
- Johann Friedrich Christian Wuttig (1783–1850), Chemiker und Verwaltungswissenschaftler
- Karl Christian Reisig (1792–1829), Altphilologe
- Ernst Christian Wilhelm Weber (1796–1865), Hofrat, Altphilologe, Gymnasiallehrer und Autor
- Friedrich August II. (Sachsen) (1797–1854)[18]
- Hugo Weber (1832–1904), Altphilologe und Germanist, Schulleiter in Eisenach
- Günther von Bünau (1844–1899), Reichsgerichtsrat
- Otto Posse (1847–1921 in Dresden), Archivar und Historiker
- Heinrich von Bünau (1850–1919), preußischer Generalmajor
- Caesar Predari (1853–† im 20. Jahrhundert), Senatspräsident am Reichsgericht
- Johannes Görbing (1877–1946 in Hamburg), Apotheker, Bodenkundler und Agrikulturphysiologe
- Wilhelm Koenig (1902–1972), Berufssoldat und Politiker
- Reinhart von Lucius (1906–1996), Diplomat, Generalkonsul in Kapstadt
- Helmut Fritsche (1932–2008), Agronom und Lokalpolitiker (CDU), der sich nach der Wiedervereinigung für die Industrialisierung und Renaturierung Weißensees einsetzte. Daneben gründete Fritsche den Verein Landschaftspflege Weißensee e. V., war 1990–2008 Mitglied des Stadtrates und bis 1999 Stadtbrandinspektor.[19] 2004 wurde er mit dem Verdienstorden des Freistaats Thüringen ausgezeichnet.[20]
- Heinz-Jürgen Rothe (1946–2024), Professor für Arbeitspsychologie
- Günther Habermann (* 1950), ehemaliger deutscher Fußballschiedsrichter
- Lothar Rochau (* 1952), Sozialarbeiter und Bürgerrechtler in der ehemaligen DDR
- Peter Albach (* 1956), Jurist, Bürgermeister von 1990 bis 2015, Maler und Grafiker, deutscher Politiker (CDU), MdB
- Hans-Ludwig Grabowski (* 1961), deutscher Numismatiker, Historiker und Fachautor
- Uwe Weidemann (* 1963), Fußballtrainer und ehemaliger Bundesliga-Fußballspieler

### Persönlichkeiten, die vor Ort gewirkt haben
- Ludwig II., der Eiserne (1128–1172), Landgraf von Thüringen von 1140 bis 1172
- Jutta Claricia von Thüringen (1133/1134–1191; auch Judith von Schwaben), Landgräfin
- Ludwig III., genannt der Fromme oder der Milde (1151/1152–1190), Landgraf von Thüringen von 1172 bis 1190
- Balthasar von Wettin (1336–1406), Landgraf von Thüringen nach 1382 hatte auf der Runneburg seinen Zweitsitz[21]
- Friedrich IV. der Friedfertige (1385–1440), Landgraf von Thüringen
- Martin Schlegel (1581–1640), evangelischer Superintendent
- Benjamin Scharff (1651–1702), Arzt, ab 1670 Stadt und Amtsphysicus in Weißensee
- Johann Jakob Leitzmann (1798–1877), Pfarrer und Numismatiker,
- Oskar Brüsewitz (1929–1976), evangelischer Pfarrer, betrieb in Weißensee ab 1960 eine Schuhmacherwerkstatt
- Michael Kirchschlager (* 1966), Historiker und Autor